# Немає іншої любові
Немає іншої любові (англ. No Other Love) — американська драма.

## Сюжет
Джанет Майклс молода дівчина яка має відставання у розумовому розвитку. Її направлено жити в гуртожиток для розумово відсталих. Там Джулі знайомиться із таким же як і вона Ендрю Медісоном. Молоді люди закохуються один у одного. Незважаючи на побоювання їх сімей та забобонами зовнішнього світу, Джанет і Ендрю планують одружитися.

## У ролях
- Річард Томас — Ендрю Медісон
- Джулі Кавнер — Джанет Майклс
- Френсіс Лі МакКейн — Пет Холлістер
- Норман Елден — Лес Холлістер
- Елізабет Аллен — Джин Майклс
- М. Еммет Волш — ДеФранко
- Роберт Лоджа — Девід Майклс
- Скотт Джейкобі — Брюс Майклс
- Мерілін Коулмен — місіс Волкер
- Ніл Купер — Ніл
- Біллі Драго — Брайан
- Бред Горман — Річард
- Джон Гоуенс — суддя
- Сінтія Хоппенфелд — місіс Оберман
- Коркі Харріс — Коркі
- Доріс Хесс — Доріс
- Джулі Краусс — дівчина в автобусі
- Сільвія Сейдж — Сільвія Лейн
- Джон О'Лірі — оптик
- Гленн Річардс — Отець Хейс
- Вуді Скеггз — Отець О'Рілі
- Марк Л. Тейлор — Марк
- Роберт Вайтман — Біллі
- Роберт Райтман — Біллі